# Михед Олександр Павлович
Михед Олександр Павлович  (нар. 21 квітня, 1988, Київ) — український письменник, культуролог, куратор мистецьких проєктів.

## Біографія
Олександр Михед народився у 1988 році. Закінчив Київський національний університет імені Тараса Шевченка. Кандидат філологічних наук. На сьогодні[коли?] є співробітником Інституту літератури ім. Т. Г. Шевченка НАН України.
Автор численних публікацій (понад 150) у провідних українських ЗМІ (від «Дзеркала тижня» й «Кореспондента» до «Українського тижня» і «Сучасності») та виданнях Німеччини, Сербії, Польщі, Чехії.
Живе та працює в Києві.

## Мистецька діяльність
Художня книга «АмнезіЯ», що вийшла друком 2013 р. у видавництві «Електрокнига» стала підґрунтям для «АмнезіЯ project: відкрита платформа» — літературно-мистецького мультимедійного проєкту, в якому Олександр Михед був куратором. Проєкт увійшов у сімку найкращих проєктів світу, за версією фестивалю «SOUNDOUT!» (м. Берлін).
Автор нон-фікшн дослідження про історію реаліті-шоу і вплив реального телебачення на стрим-трансляції Майдану «Бачити, щоб бути побаченим: реаліті-шоу, реаліті-роман та революція онлайн», опублікованого у видавництві «ArtHuss» 2016 р.
Гід центру сучасного мистецтва PinchukArtCentre.
Поєднує у своїй багатовимірній діяльності теоретичні дослідження з мистецькими практиками. Ставить за мету створити цілісне бачення сучасної масової культури: література — кінематограф — мистецтво.

## Бібліографія

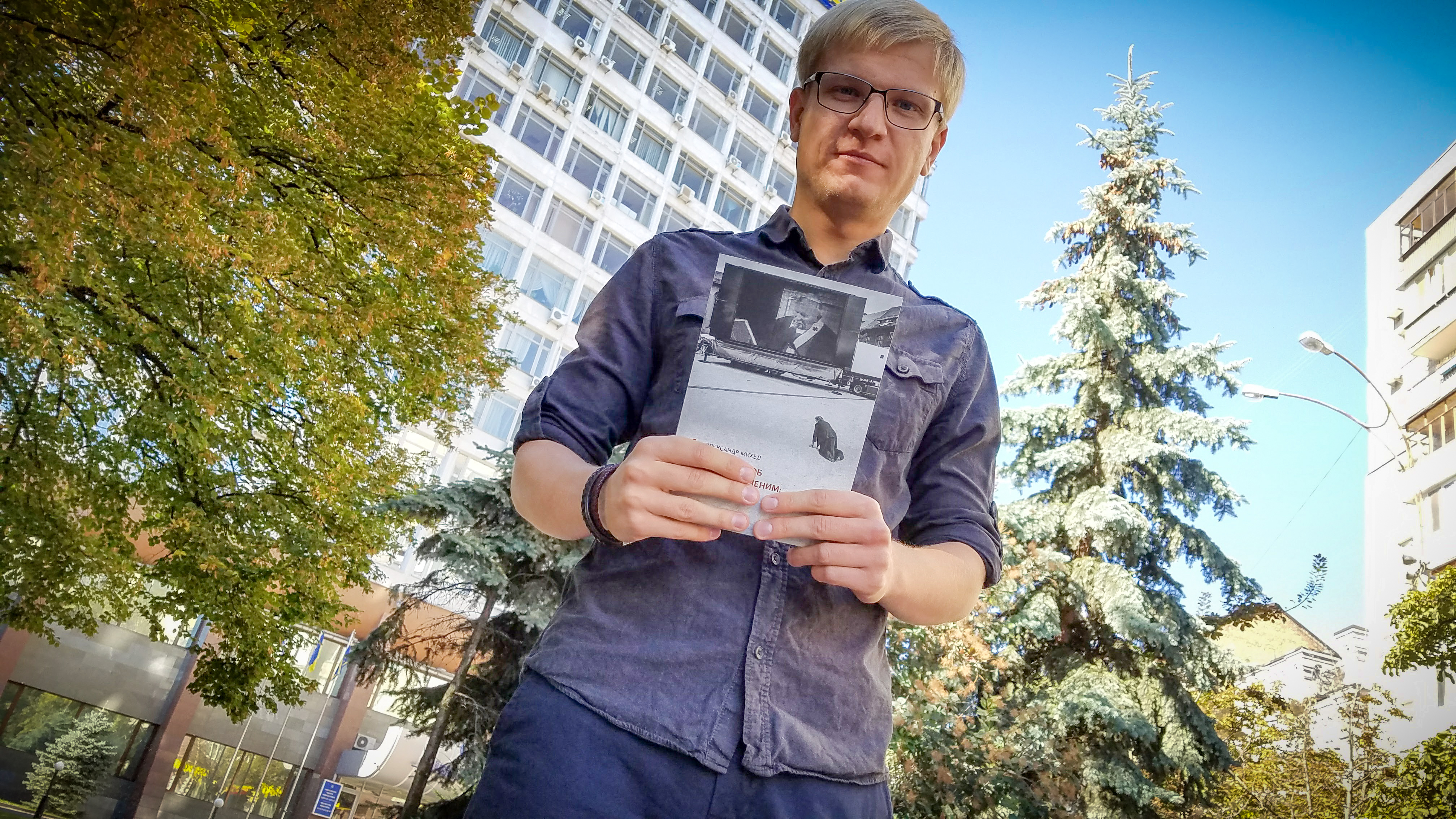
Письменник Олександр Михед з книгою «Бачити, щоб бути побаченим». Фото Богдана Кутєпова для hromadske.ua

## Цитати
- «Переконаний, що кожен може написати одну захопливу книжку про своє життя. От питання тільки в тому, чи зможе цей хтось написати другу, третю та наступні.»
- «Насправді я не бачу особливої різниці у написанні книжки, режисуванні спектаклю чи куруванні виставки. Так чи інакше, це — розповідання історії та розташування знаків у часі і просторі.»
- «Немає жодної можливості убезпечити себе від „Великого брата“, ми самі ним стали.»[7]